# 師管区司令部令
師管区司令部令（しかんくしれいぶれい、昭和15年7月13日軍令陸第13号）は、太平洋戦争末期の1945年に師団司令部令を改題して、日本陸軍の師管区司令部と近衛師団司令部の組織と権限を規定した法令である。
従前の師団司令部令の改題および一部改正が、1945年（昭和20年）2月9日軍令陸第3号として2月10日に公布、4月1日に施行された。8月の敗戦とともに役割を終えたが、形式的な廃止は1946年（昭和21年）3月30日制定・公布の第一復員省達4号により、3月31日になされた。

## 解説
師団司令部令と師管区司令部令は、条文の構造がほぼ同じである。改正は、師管を師管区に、師団長を師管区司令官に、といった用語の変更がほとんどを占める。しかし、従来の師団司令部が改称して師管区司令部に変わったわけではない。改称したのは留守師団である。この改正で、師団長は、動員、訓練、管区（師管）の防衛・緊急出動などの管区業務から解放され、そうした業務を専任する師管区司令官が置かれた。
近衛師団長だけは師管区司令官と同じ権限を与えられたが、東京には別に東京師管区司令部があり、近衛の各師団には担当すべき師管区がなかったので、関係するのは皇居守備に関する部分のみである。
実質的な条文変更としては、師団長が天皇に任命される親補職であったのに、師管区司令官ではそれを止めた。師団長と同じく陸軍中将から任命されるが、師団長よりやや格下の扱いである。
上級司令部との関係では、作戦指揮を担う方面軍司令部と管区業務を担う軍管区司令部に分けたことにともない、師管区司令官は軍管区司令官の隷下に入ることになった。ただし、軍管区司令官は方面軍司令官と兼任で、軍管区の部隊は方面軍司令官の指揮下に入ることとされたので、実質的な変更はない。

## 改称点
- 師管 → 師管区
- 師団 → 師管区部隊
- 師団長 → 師管区司令官
- 師団司令部 → 師管区司令部
- 軍司令官 → 軍管区司令官

## 師管区司令官の権限
師管区司令部令による師管区司令官と近衛師団長の権限・任務は以下の通り。用語の変更以外は以前と同じである。
- 動員計画（第2条）。
- 部下軍隊の錬成（第3条）
- 師管区の防衛とその際の隷下外部隊への区処[6]（第4条）。近衛師団長は禁闕守護（皇居の守り）の任務。
- 防衛の演習とその際の隷下外部隊への区処（第5条）
- 地方長官の要請による兵力使用（第6条）
- 防疫上必要なときの部隊移動（第8条）と隷下外部隊の区処（第7条）
- 部下軍隊と軍紀・風紀・内務・兵器・経理・衛星・馬事の統監（第10条）
- 師管区内の陸軍諸部隊の軍紀・風紀の監督（第10条）
- 軍管区司令官に毎年師管区部隊の状況を報告（第12条）

師団長は、軍管区司令官のほか、以下の事柄について区処を受ける（第11条）
- 軍政および人事について、陸軍大臣
- 動員計画について、参謀総長
- 教育について、教育総監

## 師管区司令部の構成
師管区司令官のほか、第13条に定める師管区司令部の構成は以下の通り。近衛師団の特例を除き、基本的に師団司令部令を引き継ぐ。
- 参謀部
- 副官部
- 兵務部（近衛師団には置かない）
- 兵器部
- 経理部
- 軍医部
- 獣医部
- 法務部

参謀部と副官部をあわせて幕僚という。

## 中国地方と四国地方の特例
中国地方の広島師管区と四国地方の善通寺師管区は、師管区内の隷下外部隊に対し、緊急時でなくとも軍事に関して区処する権限を与えられた。この権限は、6月20日制定、22日公布の軍令陸第27号で、両師管区がそれぞれ中国軍管区と四国軍管区に格上げされたときに条文から除かれた。